# Tonalpohualli

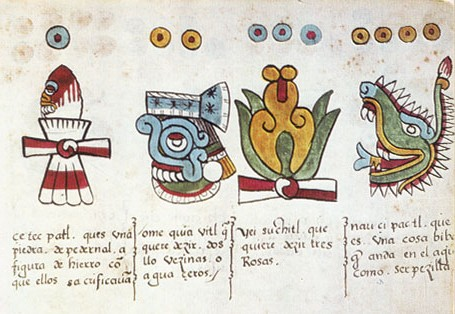
Pagina 11 refereert aan de Codex Magliabechiano, en toont vier dag symbolen van de tonalpohualli: Vuursteen/Mes, Regen, Bloem, en Kaaiman/Krokodil (cipactli), met Spaanse beschrijvingen. Zie hoe erg het regensymbool op Tlaloc lijkt, de Azteekse god van de regen en vruchtbaarheid.

De tonalpohualli, een Nahuatl woord dat "telling van de dagen" betekent, is een heilige periode van 260 dagen (vaak benoemd als "jaar") binnen het precolumbiaanse Mesoamerica, met name onder de Azteken. Deze kalender periode kent geen zon noch maan, maar bestaat eerder uit 20 trecena, of 13 dagenperiodes. Elke trecena wordt gewijd aan en staat onder toezicht van verschillende goden.
De oorsprong is onbekend dit valt voor een deel toe te schrijven aan de zuivere antiquiteit van de tonalpohualli. Er zijn verscheidenen theorieën voor deze unieke kalenderperiode: dat het de cyclus van Venus vertegenwoordigt, dat het de menselijke zwangerschapsperiode vertegenwoordigt, of dat het het aantal dagen tussen 12 augustus en 30 april vertegenwoordigt wanneer de zon niet in de lucht is in de tropische laaglanden. Anderzijds stellen sommige geleerden voor dat tonalpohualli helemaal niet gebaseerd is op een natuurlijk fenomeen, maar eerder op totalen van 13 en 20, beide belangrijke getallen in Mesoamerica.
De andere belangrijk Azteekse kalender, xiuhpohualli, is een zonnekalender, die op 18 maanden van 20 dagen wordt gebaseerd. Een xiuhpohualli werd aangewezen door de naam van zijn eerste tonalpohualli dag. Bijvoorbeeld, Hernan Cortes ontmoet Motecuhzoma II op dag 8 wind in jaar 1 riet (of 8 november, 1519 in juliaanse kalender).
De xiuhpohualli en de tonalpohualli vallen iedere 52 jaar samen. Het "jaar" 1 Riet was de 13e in die 52 jaar cyclus.

## Dagtekens
In de Azteekse kalender zijn er twintig dagtekens.
| Afbeelding | Nahuatl naam       | Uitspraak (IPA) | Nederlandse vertaling                   | Richting |
| ---------- | ------------------ | --------------- | --------------------------------------- | -------- |
|            | Cipactli           | [siˈpaktɬi]     | krokodil Alligator Kaaiman Watermonster | Oost     |
|            | Ehecatl            | [eʔˈeːkatɬ]     | Wind                                    | Noord    |
|            | Calli              | [ˈkalli]        | Huis                                    | West     |
|            | Cuetzpalin         | [kʷetsˈpalin]   | Hagedis                                 | Zuid     |
|            | Coatl              | [ˈkoː(w)aːtɬ]   | Slang                                   | Oost     |
|            | Miquiztli          | [miˈkistɬi]     | Dood                                    | Noord    |
|            | Mazatl             | [ˈmasaːtɬ]      | Hert                                    | West     |
|            | Tochtli            | [ˈtoːtʃtɬi]     | Konijn                                  | Zuid     |
|            | Atl                | [aːtɬ]          | Water                                   | Oost     |
|            | Itzcuintli         | [itsˈkʷintɬi]   | Hond                                    | Noord    |
|            | Ozomatli Ozomahtli | [osoˈmaʔtɬi]    | Aap                                     | West     |

| Afbeelding | Nahuatl naam                | Uitspraak (IPA)  | Nederlandse vertaling | Richting |
| ---------- | --------------------------- | ---------------- | --------------------- | -------- |
|            | Malinalli                   | [maliːˈnalli]    | Gras                  | Zuid     |
|            | Acatl                       | [ˈaːkatɬ]        | Riet                  | Oost     |
|            | Ocelotl                     | [oˈseːloːtɬ]     | Jaguar                | Noord    |
|            | Quauhtli Cuauhtli           | [ˈkʷaːwtɬi]      | Arend                 | West     |
|            | Cozcaquauhtli Cozcacuauhtli | [koːsaˈkʷaːwtɬi] | Gier                  | Zuid     |
|            | Ollin Olin                  | [ˈoliːn]         | beweging Aardbeving   | Oost     |
|            | Tecpatl                     | [ˈtekpatɬ]       | Vuursteen Mes         | Noord    |
|            | Quiahuitl Quiyahuitl        | [kiˈ(j)awitɬ]    | Regen                 | West     |
|            | Xochitl                     | [ʃoːtʃitɬ]       | Bloem                 | Zuid     |

## Galerij van Dagtekens
Notitie; de symbolen zijn kloksgewijs geplaatst rond de kalender.

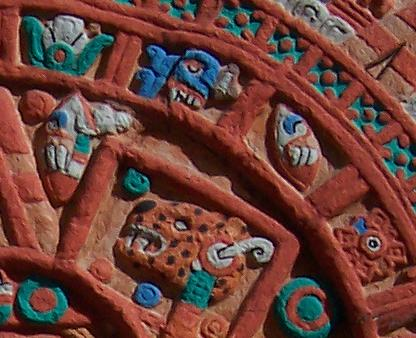
Bloem, Regen, Vuursteen, Aardbeving
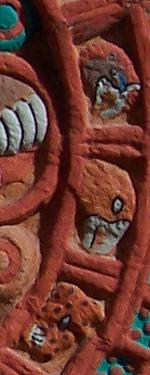
Gier, Adelaar, Jaguar
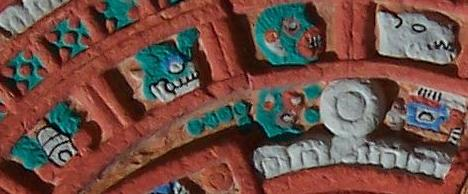
Riet, Gras, Aap, Hond
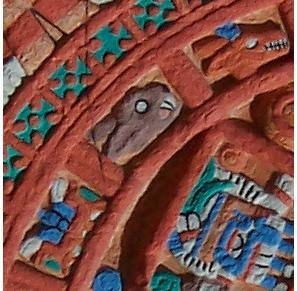
Water, Konijn, Hert
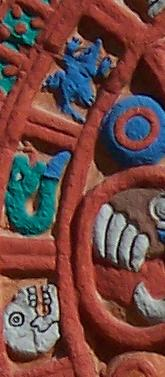
Dood, Slang, Hagedis
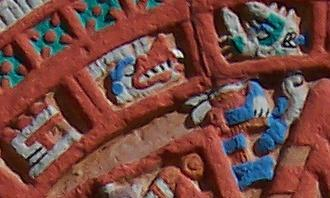
Huis, Wind, Alligator